# Olga Masferrer
Olga Masferrer (22 de agosto de 1991) es una deportista cubana que compite en judo. Ganó dos medallas de bronce en el Campeonato Panamericano de Judo, en los años 2015 y 2017.

## Palmarés internacional
| Campeonato Panamericano | Campeonato Panamericano   | Campeonato Panamericano | Campeonato Panamericano |
| Año                     | Lugar                     | Medalla                 | Categoría               |
| ----------------------- | ------------------------- | ----------------------- | ----------------------- |
| 2015                    | Edmonton (Canadá)         | Medalla de bronce       | –63 kg                  |
| 2017                    | Ciudad de Panamá (Panamá) | Medalla de bronce       | –70 kg                  |